# مركب الشمس

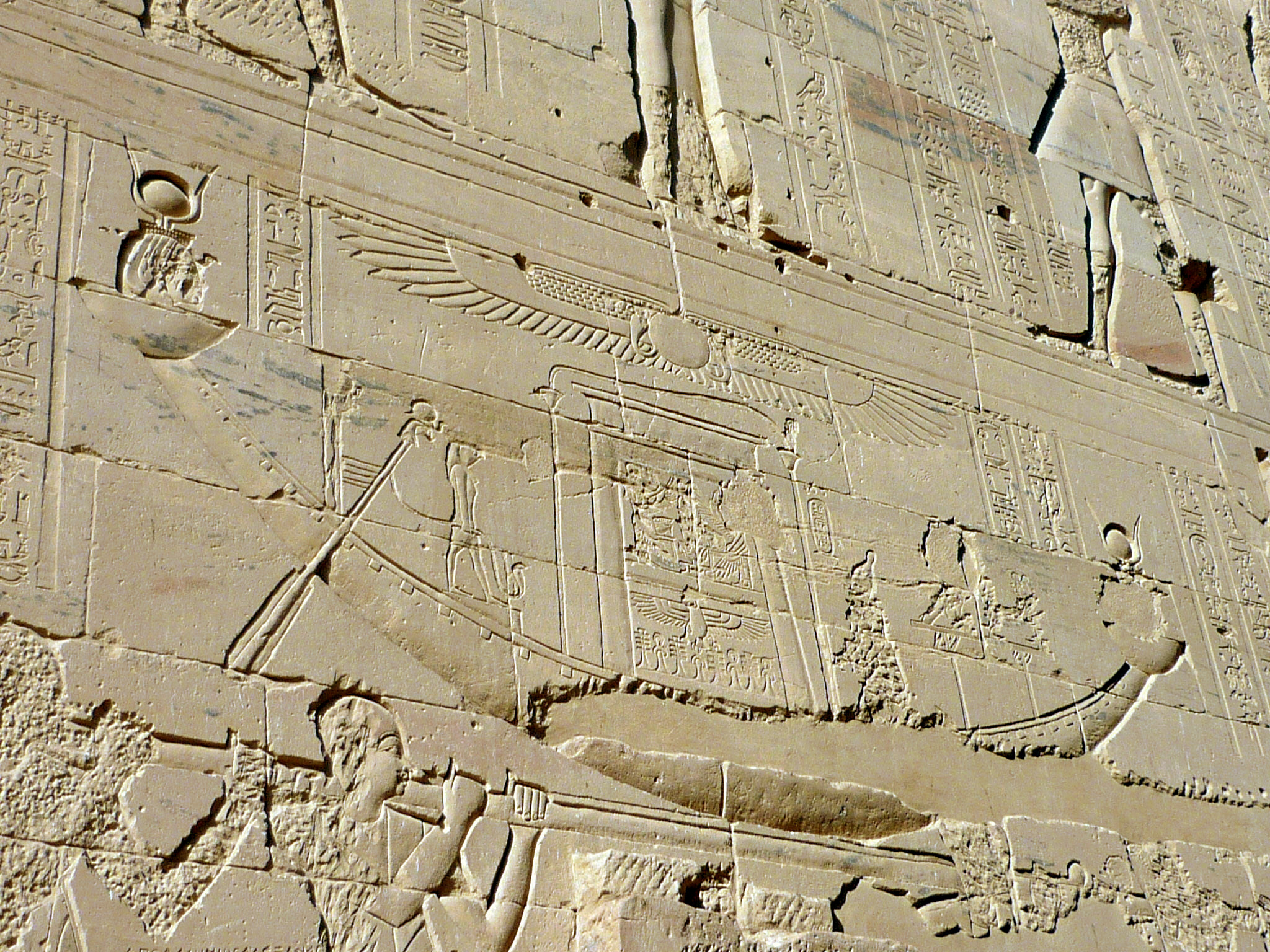
تصوير لمركب (يُفترض أنه نموذج لمركب معنجت) يتم تجهيزه. محفور على جدار معبد إيزيس في جزيرة فيلة، مصر.

المراكب الشمسية كانت القوارب التي يستخدمها إله الشمس رع في الميثولوجيا المصرية القديمة. خلال النهار، كان يُقال أن رع يستخدم قاربًا يسمى معنچت أو قارب ملايين السنين (ويا إن ححو)، أما المركب الذي كان يستخدمه خلال الليل فكان يُعرف باسم مسكتت.

## الأسطورة

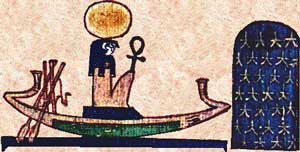
رع على المركب الشمسي في رحلته اليومية عبر السماء، مزينًا بقرص الشمس

وفقًا للأسطورة المصرية، عندما أصبح رع كبيرًا ومتعبًا جدًا للحكم على الأرض، تراجع وذهب إلى السماء. كان يُقال أن رع يسافر عبر السماء على مركب، مضيئًا العالم. كل جزء من اثني عشر جزءًا من رحلته كان يشكل واحدة من الساعات الاثنتي عشر للنهار المصري، وكل منها كانت تحت إشراف إله حامي. عندما تغرب الشمس ويأتي الشفق، يعبر هو ومركبه الأفق أخت في الغرب، ويسافر إلى العالم السفلي.

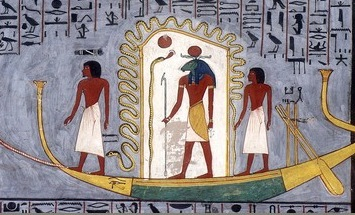
يوف أو إيوف (المعروف عادةً باسم إيوف-رع)، شكل رع برأس الكبش عندما يسافر في الدوات (الـ 12 ساعة من الليل والعالم السفلي) على مركب مسكتت مع سيا (يسار وأمام المركب) وحكا (يمين وخلف المركب)، محاطًا بالإله الحامي الثعباني الملتف محن.

في بعض الأحيان يُوصف الأفق كبوابة أو باب يؤدي إلى دوات. هناك، يجب عليه أن يبحر على نيل تحت الأرض ويعبر من خلال البوابات والمناطق الاثنتي عشرة، مع كل ساعة من الليل تعتبر بوابة تحت إشراف اثني عشر إلهًا حاميًا إضافيًا. كل ليلة، كانت الأفعى العملاقة عبب، إله الفوضى (إسفت) تحاول مهاجمة رع وإيقاف رحلة المركب الشمسي. بعد هزيمة الأفعى، يخرج رع من العالم السفلي، ويظهر من جديد عند الفجر، مضيئًا النهار مرة أخرى.
كان يُقال أنه يسافر عبر السماء في شكله برأس الصقر على مركب مندجت خلال ساعات النهار، ثم يتحول إلى مركب مسكتت في شكله برأس الكبش للنزول إلى العالم السفلي خلال ساعات الليل. كان تقدم رع على مركب مندجت يُعتبر أحيانًا نموه اليومي، تراجعه، موته، وقيامته ويظهر في رمزية النصوص الجنائزية المصرية.

## الممارسات الجنائزية والدين

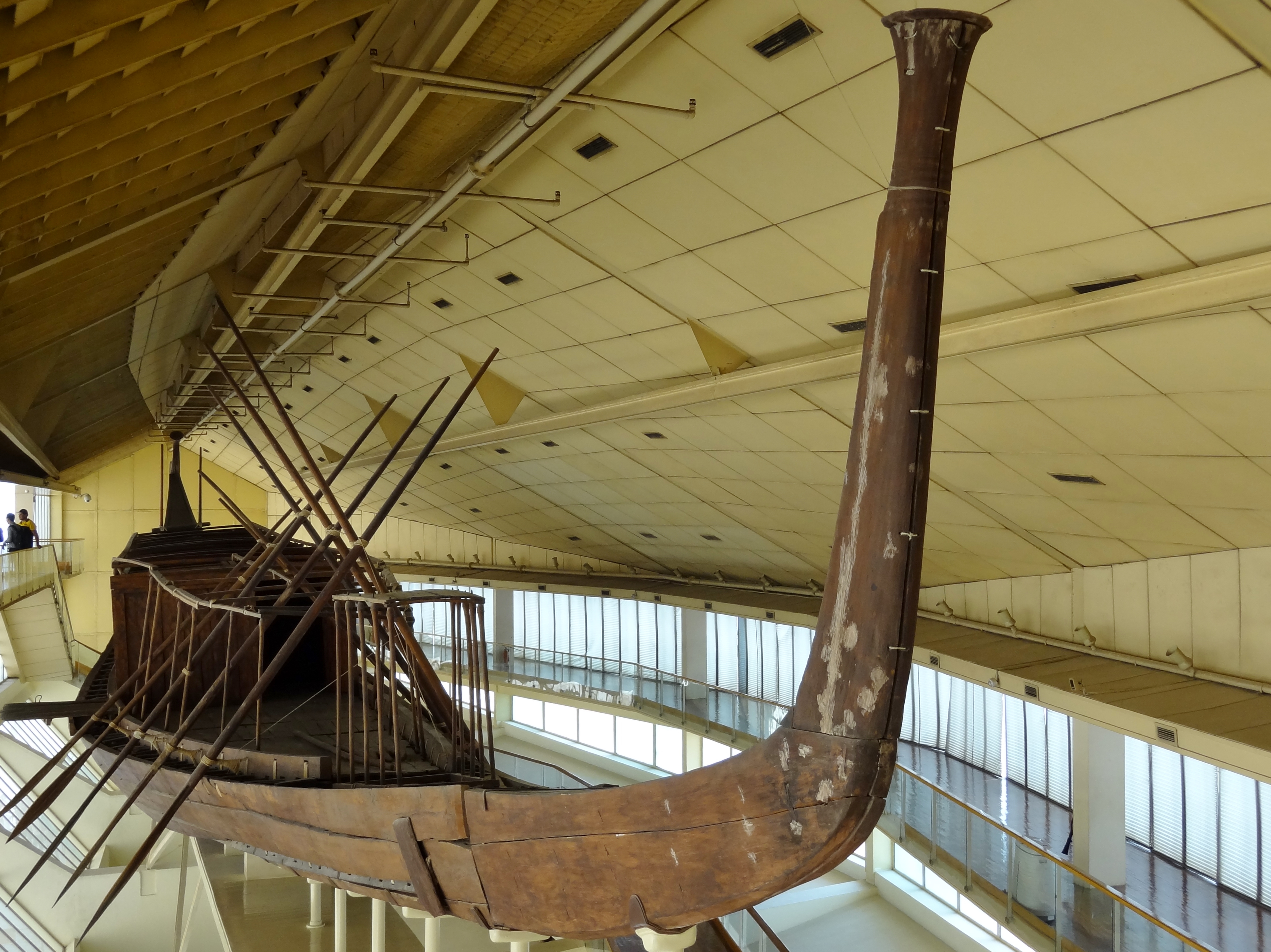
إعادة بناء مركب خوفو

في الفولكلور، يستخدم قارب من هذا النوع من قبل إله الشمس. وبالتالي، نظرًا لأن الفرعون كان تمثيلًا لإله الشمس على الأرض، كان الملك يستخدم قاربًا مشابهًا عند موته للسفر عبر العالم السفلي في رحلته إلى الحياة الآخرة.
إحدى أشهر الأمثلة على ذلك هي مركب خوفو، الذي بُني ثم دُفن في الجيزة مع خوفو وبقية العناصر التي سيأخذها معه إلى الحياة الآخرة. كان يتم عرض المركب في الأصل في متحف مركب الشمس بالجيزة المبني خصيصًا، ولكن تم نقله لاحقًا إلى المتحف المصري الكبير.